# Blue Shield
Blue Shield International, tidigare International Committee of the Blue Shield (ICBS), är en internationell organisation som i sin första form (det vill säga ICBS) grundlades 1996 för att skydda världens kulturarv från hot som väpnade konflikter och naturkatastrofer. Dess ursprungliga syfte var att utgöra en kulturell motsvarighet till Röda Korset, och dess namn kommer från den blå sköldsymbolen (designad av Jan Zachwatowicz) som används genom organisationen för att märka ut kulturarv som är skyddade i enlighet med 1954 års Haagkonvention för skydd av kulturell egendom i väpnad konflikt.

## Blue Shield Sverige
Efter ansökningsarbete från 2023 till 2024 blev en svensk nationell kommitté godkänd av Blue Shield International i augusti 2024, som dess 34:e nationella kommitté. Arbetet utfördes av en arbetsgrupp och interimsstyrelse för det blivande Blue Shield Sverige. Ansatser hade tidigare även gjorts 2014 och 2017. Den svenska nationella kommittén har det officiella namnet Blue Shield Sverige inrikes, och Blue Shield Sweden internationellt.